# Doddamalligerei, Turuvekere
Doddamalligerei là một làng thuộc tehsil Turuvekere, huyện Tumkur, bang Karnataka, Ấn Độ.